# 西戸崎
西戸崎（さいとざき）は、福岡県福岡市東区に存在する町・大字。住居表示実施済みの西戸崎一丁目〜六丁目と、住居表示未実施の大字西戸崎からなる。郵便番号は811-0321。

## 地理
博多湾（福岡湾）から北、香椎地区から西進するJR香椎線（海の中道線）の西戸崎駅周辺に、住居表示実施地区の西戸崎が位置する。北側・西側には大字西戸崎が広がり、西には大岳、東には大字奈多がある。8キロに渡る海の中道の一部を成す。
江戸時代初期に砂土に土を入れて松を植林し、長い年月をかけ白砂青松の地になっている。博多湾の中で比較的水深が深いことから、石炭積出港として周辺に博多湾鉄道（現在の香椎線）が敷設され発展した。
西戸崎駅はJR九州・香椎線の始発駅であり、駅の西側（リカーハウスむらせ～堀井酒店）の通りは、「マリリンストリート」の愛称で呼ばれている。
海の中道海浜公園には海岸線が飛び出した部分がある。シオヤ鼻と呼ばれ周辺からは8世紀後半から10世紀代の遺跡が見つかっている。

## 歴史
- 1875年（明治8年）　- 那珂郡志賀村西戸崎地区の戸数は14戸とされ、当時は西堂と呼ばれていた[6]。
- 1904年（明治37年）～ 1937年（昭和12年）- 石炭荷役会社であった博多湾運輸会社、ライジングサン石油株式会社（シェル石油の前身）による製油所の開設、西戸崎炭鉱開坑による産業発展を受け、日本各地より人々が移住し西戸崎という集落が形成された[6]。
- 1945年（昭和20年）10月- 終戦に伴い米軍が海軍航空隊跡地を接収し、「キャンプ・ハカタ」の一部となる[6]。
- 1953年（昭和28年） - 当時の志賀町の大字である志賀島より西戸崎が発足[6]。
- 1971年4月5日 - 志賀町の福岡市編入に伴い福岡市西戸崎となる[6]。
- 1972年（昭和47年）6月 - 米軍「キャンプ・ハカタ」閉鎖[6]。
- 1972年4月1日 - 東区設置に伴い、福岡市東区西戸崎となる[6]。
- 1981年（昭和56年）11月 - 米軍「キャンプ・ハカタ」跡地に「国営海の中道海浜公園」開園[6]。
- 1984年（昭和59年） - 西戸崎一丁目〜六丁目を設置する[6]
- 1987年（昭和62年）4月 - 「ホテル海の中道」（現在のルイガンズホテル）が完成した[6]。
- 2018年（平成30年）-志賀商工会において「キャンプ・ハカタ・プロジェクト」発足。

（福岡市の地名も参照）

## 人口と世帯
- 令和6年（2024年）度の住民基本台帳において、福岡市の西戸崎の各町丁別の世帯数と人口数はそれぞれ次のようになっている[7]。

|              | 世帯数  | 人口数  | 人口数 | 人口数 |
| 総人口       | 世帯数  | 男人口  | 女人口 |        |
| 西戸崎一丁目 | 408世帯 | 730人   | 333人  | 397人  |
| 西戸崎二丁目 | 678世帯 | 1,454人 | 686人  | 768人  |
| 西戸崎三丁目 | 249世帯 | 536人   | 254人  | 282人  |
| 西戸崎四丁目 | 277世帯 | 531人   | 259人  | 272人  |
| 西戸崎五丁目 | 335世帯 | 727人   | 347人  | 380人  |
| 西戸崎六丁目 | 276世帯 | 652人   | 323人  | 329人  |

## 交通
- 鉄道
  - 町内にJR香椎線（海の中道線）の中道信号場、海ノ中道駅（大字西戸崎）、西戸崎駅（終着駅、西戸崎一丁目）がある。
- 路線バス
  - 西鉄バスが西戸崎駅前などから志賀島や香椎線沿いなどの各地域へ運行している。のりばや行き先などについては「西戸崎駅#バス路線」も参照。
- 道路
  - 福岡県道59号志賀島和白線が志賀島方面から隣の大岳と同町を経て、海の中道から先の和白方面に至っている。
- 旅客船
  - 当町にある福岡市営渡船西戸崎渡船場から博多湾内外を経て福岡市内や志賀島などの地域を航路する旅客船が運航している。

## 周辺
- 海の中道海浜公園（大字西戸崎）
- 福岡市立西戸崎小学校
- 福岡市立志賀中学校
- 西戸崎郵便局
- 西戸崎神社
- 大日寺（高野山真言宗）[8]
- 光西寺（真宗大谷派）[9]
- エンジンドック（船舶修繕業）
- ジャンパンオイルネットワーク株式会社

## 西戸崎に拠点をおく団体
- 志賀商工会[10]